# No Man's Sky
No Man's Sky es un videojoc d'aventures, acció i supervivència que ha estat desenvolupat i publicat per l'estudi Hello Games per a les plataformes PlayStation 4, Xbox One i PC Windows. El videojoc va sortir al mercat mundialment el mes d'agost de l'any 2016. El sistema de joc de No Man's Sky està basat en quatre pilars; la supervivència, el combat, l'exploració i el comerç. Els jugadors son lliures d'interactuar amb un univers generat per procediments informàtics, que inclou més de 18 trilions de planetes, alguns d'ells amb la seva pròpia flora i fauna. No Man's Sky es un sandbox de mon obert, es jugable per un sol jugador en primera persona i no requereix connectar-se a Internet, tot i que té algunes funcions online, com ara compartir informació sobre els planetes, la flora, la fauna i els diversos minerals que es poden trobar a cada planeta, així com una base de dades interactiva on es poden guardar i consultar les dades del joc. L'univers virtual de No Man's Sky és generat per un algoritme matemàtic i per procediments informàtics, tanmateix cada planeta té les seves pròpies característiques, minerals i formes de vida. No cal connectar-se a cap servidor per jugar a No Man's Sky, jà que és perfectament possible jugar-hi offline sense estar connectat a la xarxa. En el joc hi ha altres naus i civilitzacions extraterrestres, amb les que el jugador pot interactuar. Cada planeta disposa del seu propi clima i ecosistema. El fundador de Hello Games, Sean Murray volia crear un videojoc de exploració i es va inspirar en les novel·les de ciència-ficció dels anys 70 i 80.